# Evàgores II
Evàgores II (en llatí: Evagoras, en grec antic: Εὐαγόρας) va ser probablement fill de Nicocles (altres el fan fill d'Evàgores I). Era rei a Xipre.
L'esmenta Diodor de Sicília que diu que es va unir a Foció en l'expedició per recuperar Xipre pel rei de Pèrsia (al qual se li havia reconegut la sobirania per la pau d'Antàlcides del 386 aC). L'illa s'havia revoltat el 351 aC i Evàgores, l'any 350 aC, la va reconquerir excepte Salamina, on tenia el poder Pnitàgores. que no pot ser el Pnitàgores fill d'Evàgores I, ja que havia mort junt amb el seu pare, i potser era fill de Nicocles i net d'Evàgores I i possible germà o nebot d'Evàgores II.
Evàgores II havia rebut la promesa del rei persa de que el restauraria en el tron del seu pare (Nicocles o Evàgores I?) en cas de conquerir l'illa, i ara es considerava rei a més de governar l'illa en nom de Pèrsia, però sembla que cap a l'any 347 aC es va revoltar Fenícia i Evàgores va donar algun suport als rebels i com que d'altra banda el setge de Salamina s'allargava, el rei persa es va molestar, es va reconciliar amb Pnitàgores, i el va reconèixer com a rei de Salamina l'any 344 aC, posant fi a la guerra.
Evàgores II va perdre el govern de Xipre i va ser enviat com a sàtrapa a algun lloc d'Àsia on al cap de poc el van acusar de mala administració, i per evitar el càstig va fugir a Xipre, però allà el van capturar i executar.